# Forsterina alticola
Forsterina alticola là một loài nhện trong họ Desidae.
Loài này thuộc chi Forsterina. Forsterina alticola được miêu tả năm 1924 bởi Lucien Berland.